# Corinna Liedtke
Corinna Liedtke (* 1983 in Dortmund) ist eine deutsche Regisseurin, Drehbuchautorin und Fernsehredakteurin.

## Leben und Wirken
Corinna Liedtke wuchs in Castrop-Rauxel auf. 2004 bis 2010 studierte sie Audiovisuelle Medien an der Kunsthochschule für Medien Köln mit dem Schwerpunkt Szenische Regie und beendete ihr Studium mit dem 24-minütigen Diplomfilm Kommen Gehen Bleiben. 
Nach ihrem Studium begann Corinna Liedtke 2010 ein Volontariat beim WDR. Seit 2012 arbeitet sie dort als Redakteurin und war auch als Referentin des Programmbereichsleiters Gebhard Henke tätig.
Corinna Liedtke lebt in Köln.

## Filmografie (Auswahl)
- 2006: Lindenstraße (Fernsehserie, Drehbuch und Regie der Episode Finstere Weihnacht)
- 2009: Kommen Gehen Bleiben (Kurzfilm, Drehbuch und Regie)
- 2010: Zeche is nich – Sieben Blicke auf das Ruhrgebiet 2010 (Episodenfilm, Drehbuch und Regie der Episode Thomas, Thomas)[2]

- 2010: Thomas, Thomas (Kurzfilm, Drehbuch und Regie)

## Auszeichnungen
- 2010: Lobende Erwähnung für Thomas, Thomas auf dem Kasseler Dokumentarfilm- und Videofest[3]
- 2010: Preis Bester Spielfilm für Thomas, Thomas bei der 10. Ausgabe der Flensburger Kurzfilmtage[4]
- 2010: Jury-Preis-Nominierung in der Festivalreihe Wettbewerb NRW auf dem Europäischen Kurzfilmfestival Köln unlimited für Thomas, Thomas
- 2010: Jury-Preis in der Kategorie Bester Film für Thomas, Thomas auf dem La.Meko Filmfestival Landau[5]
- 2011: Gewinnerin des Team-Work-Awards für Thomas, Thomas auf dem Stuttgarter Filmwinter[6]
- 2016: Nominierung für den Grimme-Preis in der Kategorie Innovation für die Fernsehsendung Das Lachen der anderen[7]